# Efugionism
Efugionismul/Escapismul se referă la activitatea de a evada prin divertisment din realitate, percepută ca fiind neplăcută sau nesatisfăcătoare. 

## Etimologie
Cuvântul efugionism vine de la effugio în latină care înseamnă „a fugi de”, „a evada”, „a eluda”.

## Exemple
Televiziunea este probabil cel mai răspândit mod de efugionism. Altele sunt: jocurile pe calculator, consumul de droguri, pornografia, jocurile de rol, literatura, etc. . Activități obișnuite ale vieții cotidiene pot deveni uneori fenomene de efugionism (de exemplu mâncatul în condiții de stres). De multe ori acest cuvânt are o conotație negativă, însă, într-o anumită măsură acestă tendință de evadare este normală- totuși ea poate deveni ușor dezadaptativă. Granița dintre negativ și pozitiv în cazul efugionismului este greu de stabilit obiectiv, însă este clar că poate deveni o problemă patologică (demență).